# 墨西哥美洲鱥
墨西哥美洲鱥（學名：Notropis marhabatiensis），為輻鰭魚綱鯉形目雅羅魚科的其中一種，被IUCN列為極危保育類動物，僅分布於北美洲墨西哥米卻肯州萊爾馬河上游的聖米格爾泉流域，本魚呈長橢圓形且側扁，眼大、口近下位，體長可達5.1公分，棲息在沙質底質、水草生長的水潭，生活習性不明。